# Osad ściekowy

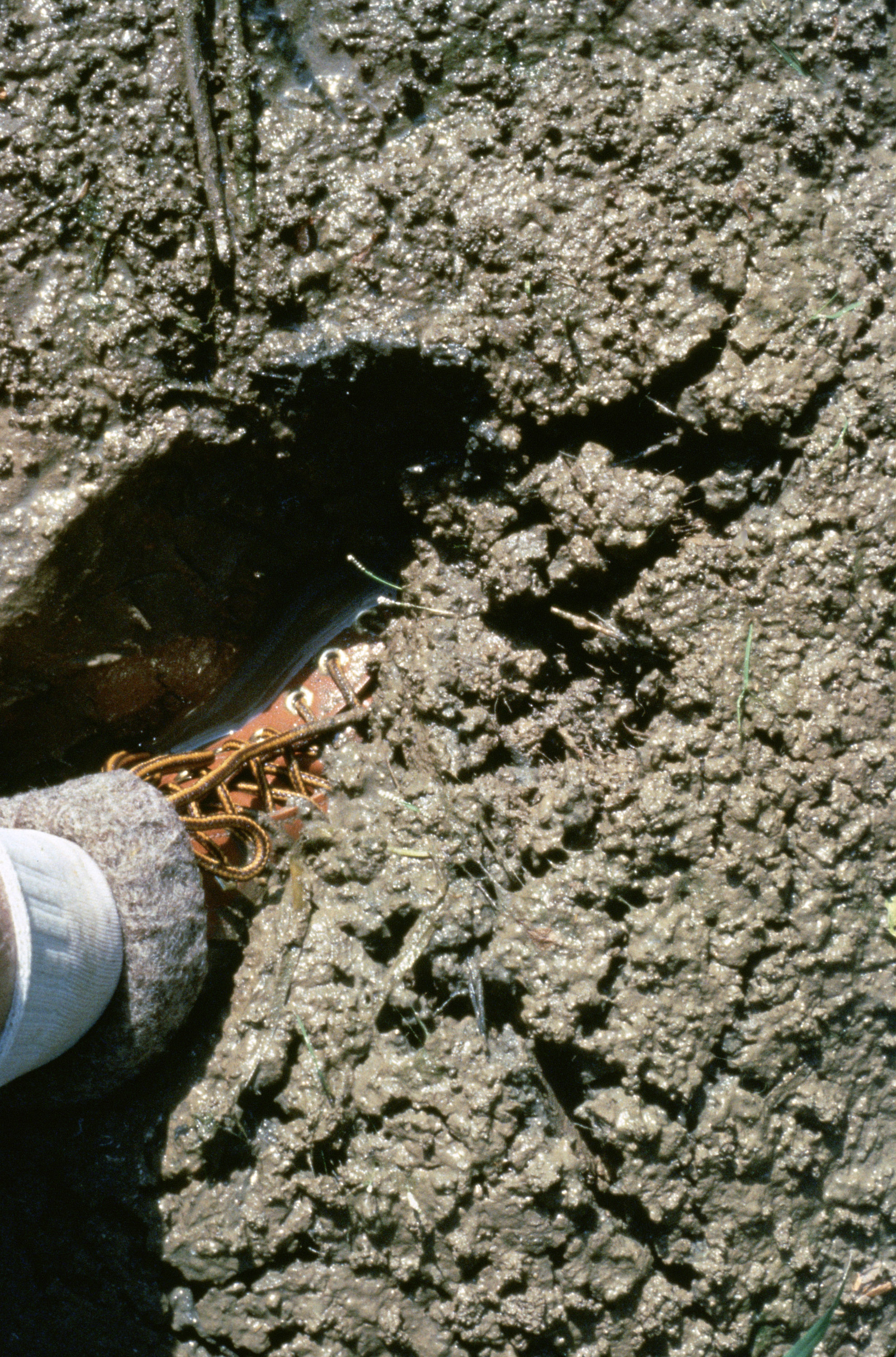
Osad ściekowy

Osady ściekowe – zgodnie z terminologią techniczną są produktem ubocznym oczyszczania ścieków przemysłowych i komunalnych (bytowo-gospodarczych). Mogą mieć znaczenie praktyczne, gdyż zawierają substancję organiczną oraz pierwiastki biogenne. Ilość substancji organicznej w suchej masie w osadach ściekowych waha się od 2,6–11,4% w osadach uwodnionych, a w osadach odwodnionych do ponad 50%. Ich skład chemiczny, zatem, sprzyja wykorzystaniu powtórnemu w glebie. Jednakże ze względu na obecność metali ciężkich oraz mikroorganizmów patogennych (bakterii chorobotwórczych), zachodzi potrzeba dostosowania się do norm prawnych, pozwalających zastosowanie, ale tylko nieprzetworzonych osadów ściekowych w rolnictwie. Obecnie mogą mieć znaczenie jako polepszacz gleby albo w celach inżynieryjnych, podczas rekultywacji terenów zdewastowanych po sprawdzeniu dopuszczalnych poziomów stężeń metali ciężkich, według rozporządzenia Ministra Środowiska w sprawie komunalnych osadów ściekowych
Osady ściekowe z odpowiednimi mieszankami, nadają się do celów fitoremediacyjnych.
Fermentacja osadów ściekowych pozwala na pozyskiwanie z nich metanu. Zagospodarowane energetycznie wpisują się w koncepcję zrównoważonego rozwoju i polityki OZE.